# Temporada 2024 del Campeonato Euro 4
La temporada 2024 del Campeonato Euro 4 fue la segunda edición de dicho campeonato. Comenzó el 24 de agosto en Mugello y finalizó el 6 de octubre en Monza.
Akshay Bohra fue el campeón de la segunda edición del Campeonato Euro 4.

## Escuderías y pilotos
| Escudería             | N.º | Piloto              | Estado | Rondas |
| --------------------- | --- | ------------------- | ------ | ------ |
| Van Amersfoort Racing | 2   | Hudson Schwartz     |        | 3      |
| Van Amersfoort Racing | 6   | Hiyu Yamakoshi      |        | Todas  |
| Van Amersfoort Racing | 8   | Andrija Kostić      | N      | Todas  |
| Van Amersfoort Racing | 36  | Gustav Jonsson      |        | Todas  |
| Van Amersfoort Racing | 55  | Alvise Rodella      |        | 1-2    |
| Van Amersfoort Racing | 88  | Lin Hodenius        |        | Todas  |
| PHM AIX Racing        | 3   | Maksimilian Popov   | N      | Todas  |
| PHM AIX Racing        | 9   | Everett Stack       |        | Todas  |
| PHM AIX Racing        | 16  | Davide Larini       |        | Todas  |
| PHM AIX Racing        | 78  | Gabriel Gómez       | N      | 1      |
| ART Grand Prix        | 4   | Bianca Bustamante   | F      | 3      |
| ART Grand Prix        | 57  | Aurelia Nobels      | F      | 3      |
| AKM Motorsport        | 5   | Mattia Marchiante   | N      | 3      |
| AKM Motorsport        | 7   | Mattia Marchiante   | N      | 1      |
| AKM Motorsport        | 52  | Oleksandr Savinkov  | N      | 1      |
| AKM Motorsport        | 73  | Emanuele Olivieri   | N      | 1, 3   |
| R-ace GP              | 7   | Luka Sammalisto     | N      | 2-3    |
| R-ace GP              | 77  | Enzo Yeh            | N      | Todas  |
| US Racing             | 12  | Gianmarco Pradel    |        | Todas  |
| US Racing             | 15  | Edu Robinson        | N      | 2-3    |
| US Racing             | 19  | Kabir Anurag        | N      | Todas  |
| US Racing             | 31  | Akshay Bohra        |        | Todas  |
| US Racing             | 45  | Jack Beeton         |        | Todas  |
| US Racing             | 71  | Maxim Rehm          | N      | Todas  |
| Real Racing           | 11  | Luca Viisoreanu     | N      | Todas  |
| Prema Racing          | 14  | Rashid Al Dhaheri   |        | 1-2    |
| Prema Racing          | 27  | Freddie Slater      |        | Todas  |
| Prema Racing          | 33  | Tomass Štolcermanis | N      | Todas  |
| Prema Racing          | 50  | Dion Gowda          |        | Todas  |
| Prema Racing          | 51  | Kean Nakamura-Berta | N      | Todas  |
| Prema Racing          | 80  | Alex Powell         | N      | Todas  |
| Jenzer Motorsport     | 21  | Ethan Ischer        |        | Todas  |
| Jenzer Motorsport     | 22  | Enea Frey           | N      | Todas  |
| Jenzer Motorsport     | 23  | Reno Francot        |        | 3      |
| Cram Motorsport       | 35  | Kai Daryanani       |        | 2      |
| Hitech Pulse-Eight    | 84  | Reza Seewooruthun   | N      | 2      |
| Hitech Pulse-Eight    | 85  | Thomas Bearman      | N      | 2      |
| Hitech Pulse-Eight    | 87  | Deagen Fairclough   |        | 2      |

| Icono | Leyenda         |
| ----- | --------------- |
| N     | Novato          |
| F     | Trofeo Femenino |

## Calendario
| Ronda    | Ronda | Circuito                                       | Fecha            |
| -------- | ----- | ---------------------------------------------- | ---------------- |
| 1        | C1    | Autódromo Internacional del Mugello, Scarperia | 24 de agosto     |
| 1        | C2    | Autódromo Internacional del Mugello, Scarperia | 25 de agosto     |
| 1        | C3    | Autódromo Internacional del Mugello, Scarperia | 25 de agosto     |
| 2        | C1    | Red Bull Ring, Spielberg                       | 14 de septiembre |
| 2        | C2    | Red Bull Ring, Spielberg                       | 15 de septiembre |
| 2        | C3    | Red Bull Ring, Spielberg                       | 15 de septiembre |
| 3        | C1    | Autodromo Nazionale di Monza, Monza            | 5 de octubre     |
| 3        | C2    | Autodromo Nazionale di Monza, Monza            | 6 de octubre     |
| 3        | C3    | Autodromo Nazionale di Monza, Monza            | 6 de octubre     |
| Fuentes: |       |                                                |                  |

## Resultados
| Ronda | Ronda | Ronda     | Pole Position       | Vuelta rápida       | Piloto ganador      | Escudería ganadora    | Novato ganador      |
| ----- | ----- | --------- | ------------------- | ------------------- | ------------------- | --------------------- | ------------------- |
| 1     | C1    | Mugello   | Akshay Bohra        | Dion Gowda          | Akshay Bohra        | US Racing             | Kean Nakamura-Berta |
| 1     | C2    | Mugello   | Akshay Bohra        | Hiyu Yamakoshi      | Hiyu Yamakoshi      | Van Amersfoort Racing | Maxim Rehm          |
| 1     | C3    | Mugello   | Akshay Bohra        | Akshay Bohra        | Akshay Bohra        | US Racing             | Kean Nakamura-Berta |
| 2     | C1    | Spielberg | Freddie Slater      | Kean Nakamura-Berta | Freddie Slater      | Prema Racing          | Tomass Štolcermanis |
| 2     | C2    | Spielberg | Tomass Štolcermanis | Freddie Slater      | Freddie Slater      | Prema Racing          | Maxim Rehm          |
| 2     | C3    | Spielberg | Freddie Slater      | Reza Seewooruthun   | Hiyu Yamakoshi      | Van Amersfoort Racing | Alex Powell         |
| 3     | C1    | Monza     | Maxim Rehm          | Davide Larini       | Alex Powell         | Prema Racing          | Alex Powell         |
| 3     | C2    | Monza     | Davide Larini       | Gianmarco Pradel    | Kean Nakamura-Berta | Prema Racing          | Kean Nakamura-Berta |
| 3     | C3    | Monza     | Kean Nakamura-Berta | Alex Powell         | Maxim Rehm          | US Racing             | Maxim Rehm          |

## Clasificaciones

### Sistema de puntuación
| Posición | 1.º | 2.º | 3.º | 4.º | 5.º | 6.º | 7.º | 8.º | 9.º | 10.º |
| Puntos   | 25  | 18  | 15  | 12  | 10  | 8   | 6   | 4   | 2   | 1    |

### Campeonato de Pilotos
| Pos. | Piloto              | MUG | MUG | MUG | SPI | SPI | SPI | MNZ | MNZ | MNZ | Puntos |
| ---- | ------------------- | --- | --- | --- | --- | --- | --- | --- | --- | --- | ------ |
| 1    | Akshay Bohra        | 1   | 8   | 1   | 4   | 12  | 4   | 2   | 2   | 5   | 124    |
| 2    | Freddie Slater      | 5   | 2   | 10  | 1   | 1   | 3   | 5   | 9   | Ret | 106    |
| 3    | Kean Nakamura-Berta | 4   | 11  | 4   | 3   | 7   | Ret | 4   | 1   | 3   | 97     |
| 4    | Hiyu Yamakoshi      | 2   | 1   | 11  | 25† | 3   | 1   | 11  | 7   | 17  | 89     |
| 5    | Tomass Štolcermanis | Ret | 7   | 5   | 2   | 5   | 6   | 3   | 5   | 8   | 81     |
| 6    | Maxim Rehm          | 8   | 6   | Ret | 5   | 4   | 25  | Ret | 8   | 1   | 63     |
| 7    | Gustav Jonsson      | 3   | 3   | Ret | 7   | 2   | 16  | 9   | 12  | 24  | 56     |
| 8    | Jack Beeton         | Ret | 4   | 2   | Ret | 25  | Ret | 10  | 4   | 6   | 51     |
| 9    | Alex Powell         | 9   | Ret | 21  | 8   | 13  | 5   | 1   | 6   | 16  | 49     |
| 10   | Gianmarco Pradel    | Ret | 5   | 6   | 11  | 8   | Ret | Ret | 3   | 4   | 49     |
| 11   | Rashid Al Dhaheri   | 7   | 10  | 17  | 9   | 6   | 2   |     |     |     | 35     |
| 12   | Davide Larini       | 15  | 9   | 13  | 6   | 14  | 24  | 16  | 10  | 2   | 29     |
| 13   | Ethan Ischer        | 10  | 20  | 3   | Ret | 10  | 11  | 7   | 16  | 12  | 23     |
| 14   | Dion Gowda          | 6   | 15  | 7   | Ret | 16  | 9   | 15  | 11  | 18  | 16     |
| 15   | Enea Frey           | 11  | 26† | 8   | 13  | 19  | 13  | 23† | 13  | 7   | 10     |
| 16   | Andrija Kostić      | 22† | 18  | 15  | 19  | 22  | 18  | 6   | 25  | 22  | 8      |
| 17   | Edu Robinson        |     |     |     | 21  | 21  | 7   | Ret | 29  | 21  | 6      |
| 18   | Kabir Anurag        | Ret | 14  | Ret | 22  | 27  | 15  | 8   | 18  | 14  | 4      |
| 19   | Reza Seewooruthun   |     |     |     | 16  | 20  | 8   |     |     |     | 4      |
| 20   | Maksimilian Popov   | 12  | 19  | 9   | 14  | 9   | 12  | 20  | 14  | 20  | 4      |
| 21   | Luka Sammalisto     |     |     |     | Ret | 17  | 17  | Ret | 21  | 9   | 2      |
| 22   | Luca Viisoreanu     | 16  | 24  | 18  | 10  | 23  | 10  | Ret | 20  | 11  | 2      |
| 23   | Emanuele Olivieri   | 13  | 25† | 14  |     |     |     | 21  | 17  | 10  | 1      |
| 24   | Deagen Fairclough   |     |     |     | 12  | 11  | 14  |     |     |     | 0      |
| 25   | Enzo Yeh            | 14  | 16  | 12  | 24  | 26  | 19  | 12  | 15  | 26  | 0      |
| 26   | Gabriel Gómez       | 18  | 12  | 16  |     |     |     |     |     |     | 0      |
| 27   | Lin Hodenius        | Ret | 13  | Ret | 18  | 15  | 21  | 13  | 23  | 18  | 0      |
| 28   | Reno Francot        |     |     |     |     |     |     | Ret | 22  | 13  | 0      |
| 29   | Aurelia Nobels      |     |     |     |     |     |     | 14  | 27  | 23  | 0      |
| 30   | Everett Stack       | 19  | 22  | 19  | 15  | 28  | 22  | 17  | 28  | 19  | 0      |
| 31   | Alvise Rodella      | 17  | 21  | Ret | 23  | 18  | 20  |     |     |     | 0      |
| 32   | Oleksandr Savinkov  | 20  | 17  | 22  |     |     |     |     |     |     | 0      |
| 33   | Kai Daryanani       |     |     |     | 17  | 24  | Ret |     |     |     | 0      |
| 34   | Bianca Bustamante   |     |     |     |     |     |     | 18  | 24  | Ret | 0      |
| 35   | Hudson Schwartz     |     |     |     |     |     |     | 19  | 19  | 25  | 0      |
| 36   | Mattia Marchiante   | 21  | 23  | 20  |     |     |     | 22  | 26  | 27  | 0      |
| 37   | Thomas Bearman      |     |     |     | 20  | Ret | 23  |     |     |     | 0      |
| Pos. | Piloto              | MUG | MUG | MUG | SPI | SPI | SPI | MNZ | MNZ | MNZ | Puntos |

| Color     | Resultado                                                               |
| --------- | ----------------------------------------------------------------------- |
| Oro       | Ganador                                                                 |
| Plata     | 2.ª plaza                                                               |
| Bronce    | 3.ª plaza                                                               |
| Verde     | Finalizó en los puntos                                                  |
| Azul      | Finalizó sin puntos                                                     |
| Azul      | NC - No clasificado                                                     |
| Violeta   | Ret - No terminó (Carrera)                                              |
| Rojo      | DNQ - No se clasificó                                                   |
| Negro     | DSQ - Descalificado                                                     |
| Blanco    | DNS - No empezó (carrera)                                               |
| Blanco    | WD - Retirado (fin de semana)                                           |
| Blanco    | C - Carrera cancelada                                                   |
| Sin color | DNP - Inscrito pero no participó                                        |
| Sin color | INJ - Lesionado                                                         |
| Sin color | EX - Excluido                                                           |
| Estado    | Resultado                                                               |
| Negrita   | Pole position                                                           |
| Cursiva   | Vuelta rápida                                                           |
| †         | Abandona, pero clasifica al completar el porcentaje requerido para ello |

### Campeonato de Novatos
| Pos. | Piloto              | MUG | MUG | MUG | SPI | SPI | SPI | MNZ | MNZ | MNZ | Puntos |
| ---- | ------------------- | --- | --- | --- | --- | --- | --- | --- | --- | --- | ------ |
| 1    | Kean Nakamura-Berta | 1   | 3   | 1   | 2   | 3   | Ret | 3   | 1   | 2   | 156    |
| 2    | Tomass Štolcermanis | Ret | 2   | 2   | 1   | 2   | 2   | 2   | 2   | 3   | 148    |
| 3    | Maxim Rehm          | 2   | 1   | Ret | 3   | 1   | 13  | Ret | 4   | 1   | 120    |
| 4    | Alex Powell         | 3   | Ret | 11  | 4   | 5   | 1   | 1   | 3   | 8   | 106    |
| 5    | Maksimilian Popov   | 5   | 9   | 4   | 7   | 4   | 6   | 8   | 6   | 15  | 62     |
| 6    | Enea Frey           | 4   | 13† | 3   | 6   | 7   | 7   | 11  | 5   | 9   | 59     |
| 7    | Enzo Yeh            | 7   | 6   | 5   | 13  | 12  | 11  | 6   | 7   | 13  | 38     |
| 8    | Luca Viisoreanu     | 8   | 11  | 9   | 5   | 11  | 5   | Ret | 11  | 6   | 34     |
| 9    | Emanuele Olivieri   | 6   | 12† | 6   |     |     |     | 9   | 8   | 5   | 32     |
| 10   | Kabir Anurag        | Ret | 5   | Ret | 12  | 13  | 8   | 5   | 9   | 7   | 32     |
| 11   | Andrija Kostić      | 12† | 8   | 7   | 9   | 10  | 10  | 4   | 13  | 11  | 26     |
| 12   | Luka Sammalisto     |     |     |     | Ret | 6   | 9   | Ret | 12  | 4   | 22     |
| 13   | Reza Seewooruthun   |     |     |     | 8   | 8   | 4   |     |     |     | 20     |
| 14   | Gabriel Gómez       | 9   | 4   | 8   |     |     |     |     |     |     | 18     |
| 15   | Edu Robinson        |     |     |     | 11  | 9   | 3   | Ret | 15  | 10  | 18     |
| 16   | Oleksandr Savinkov  | 10  | 7   | 12  |     |     |     |     |     |     | 7      |
| 17   | Hudson Schwartz     |     |     |     |     |     |     | 7   | 10  | 12  | 7      |
| 18   | Mattia Marchiante   | 11  | 10  | 10  |     |     |     | 10  | 14  | 14  | 3      |
| 19   | Thomas Bearman      |     |     |     | 10  | Ret | 12  |     |     |     | 1      |
| Pos. | Piloto              | MUG | MUG | MUG | SPI | SPI | SPI | MNZ | MNZ | MNZ | Puntos |

### Campeonato de Escuderías
| Pos. | Escudería             | Puntos |
| ---- | --------------------- | ------ |
| 1    | Prema Racing          | 273    |
| 2    | US Racing             | 244    |
| 3    | Van Amersfoort Racing | 153    |
| 4    | PHM AIX Racing        | 33     |
| 5    | Jenzer Motorsport     | 27     |
| 6    | Hitech Pulse-Eight    | 4      |
| 7    | R-ace GP              | 4      |
| 8    | Real Racing           | 3      |
| 9    | AKM Motorsport        | 2      |
| 10   | ART Grand Prix        | 0      |

### Citas
1. ↑  «Akshay Bohra is the new Euro 4 Championship Champion. US Racing is celebrating also with Maxim Rehm winning Race 3». Campeonato Euro 4 (en inglés). 6 de octubre de 2024. Consultado el 6 de octubre de 2024.
2. ↑  Wood, Ida (15 de enero de 2024). «Japan's Le and Yamakoshi announce their 2024 European racing plans». Formula Scout (en inglés). Consultado el 17 de enero de 2024.
3. ↑  «VAN AMERSFOORT RACING WELCOMES ANDRIJA KOSTIC AS NEW DRIVER FOR THE 2024 EUROPEAN F4 CAMPAIGN». Van Amersfoort Racing (en inglés). 18 de febrero de 2024. Consultado el 14 de marzo de 2024.
4. ↑  «VAN AMERSFOORT RACING WELCOMES GUSTAV JONSSON AS NEWEST ADDITION TO THE 2024 F4 EUROPEAN CAMPAIGN». Van Amersfoort Racing (en inglés). 14 de marzo de 2024. Consultado el 14 de marzo de 2024.
5. 1 2  Wood, Ida (12 de enero de 2024). «Dion Gowda joins Prema, Alvise Rodella to VAR for Euro 4 and Italian F4». Formula Scout (en inglés). Consultado el 17 de enero de 2024.
6. ↑  «LIN HODENIUS JOINS VAN AMERSFOORT RACING FOR F4 CAMPAIGN». Van Amersfoort Racing (en inglés). 29 de marzo de 2024. Consultado el 29 de marzo de 2024.
7. ↑  «PHM AIX Racing announces Maksimilian Popov in Formula 4». ACI Sport (en inglés). 18 de marzo de 2024. Consultado el 21 de marzo de 2024.
8. ↑  Wood, Ida (15 de marzo de 2024). «Davide Larini stays at PHM for his second year in Euro 4 and Italian F4». FormulaScout.com (en inglés). Consultado el 15 de marzo de 2024.
9. 1 2  «AKM MOTORSPORT FIELDS OLIVIERI AND SAVINKOV IN THE ITALIAN F4». Campeonato de Italia de Fórmula 4 (en inglés). 1 de febrero de 2024. Consultado el 5 de febrero de 2024.
10. 1 2 3  Wood, Ida (5 de febrero de 2024). «US Racing builds five-strong line-up for triple Formula 4 programme». FormulaScout.com (en inglés). Consultado el 5 de febrero de 2024.
11. ↑  «JACK BEETON WILL START FOR US RACING IN THE FORMULA 4 SEASON 2024». Campeonato de Italia de Fórmula 4 (en inglés). 23 de febrero de 2024. Consultado el 12 de marzo de 2024.
12. ↑  «MAXIM REHM WILL JOIN US RACING FOR THE FORMULA 4 SEASON 2024». Campeonato Euro 4 (en inglés). 22 de diciembre de 2023. Consultado el 23 de diciembre de 2023.
13. ↑  «DRIVER ANNOUNCEMENT We are delighted to announce that we are starting a new chapter with Luca Viisoreanu in 2024 Italian F4 & EURO 4 Championships». Real Racing en Instagram (en inglés). 3 de enero de 2024. Consultado el 5 de febrero de 2024.
14. ↑  «PREMA SIGNS AL DHAHERI FOR 2024 FORMULA 4 PROGRAMME». Prema Racing (en inglés). 3 de enero de 2024. Consultado el 3 de enero de 2024.
15. ↑  «SLATER JOINS PREMA RACING FOR 2024 FORMULA 4 SEASON». Prema Racing (en inglés). 29 de diciembre de 2023. Consultado el 29 de diciembre de 2023.
16. ↑  «PREMA, STOLCERMANIS JOIN FORCES FOR 2024 FORMULA 4 PROGRAMME». Prema Racing (en inglés). 8 de febrero de 2024. Consultado el 15 de abril de 2024.
17. ↑  «PREMA ADDS NAKAMURA-BERTA TO 2024 FORMULA 4 LINEUP». Prema Racing (en inglés). 6 de enero de 2024. Consultado el 10 de enero de 2024.
18. ↑  «PREMA RACING SIGNS POWELL TO 2024 FORMULA 4 PROGRAMME». Campeonato Euro 4 (en inglés). 4 de diciembre de 2023. Consultado el 4 de diciembre de 2023.
19. ↑  «2024 Euro 4 Championship». RacingCalendar.net (en inglés). Consultado el 4 de diciembre de 2023.
20. ↑  Wood, Ida (4 de agosto de 2023). «Spa loses place on Italian F4 calendar for 2024, replaced by Barcelona». FormulaScout.com (en inglés). Consultado el 29 de marzo de 2024.